# Ntcheu
Ntcheu (connue aussi sous le nom de Boma) est une ville du Malawi, chef-lieu du district de Ntcheu, dans la région centrale.

## Géographie
Située à 1342 m d'altitude, à quelques kilomètres de la frontière avec le Mozambique, Ntcheu est traversée par la route M1, qui la relie aux deux plus grandes villes du pays, Lilongwe au nord et Blantyre au sud. Sa population s'élevait, en 2008, à 14680 habitants.

## Économie
Ntcheu est le siège de l'administration du district et abrite en particulier un hôpital.
C'est aussi un centre agricole connu pour ses pommes de terre et ses chips.

## Démographie
| Year | Population, |
| ---- | ----------- |
| 1987 | 5 814       |
| 1998 | 8 783       |
| 2008 | 14 642      |
| 2018 | 21 241      |